# Pères de la Foi
La Société de la Foi de Jésus, dont les membres étaient communément appelés Pères de la Foi, était une congrégation religieuse créée en 1797 en Italie par Nicolas Paccanari. Après avoir fusionné avec la Société du Sacré-Cœur en 1799, elle s'implanta dans plusieurs pays d'Europe et exista jusqu'au rétablissement de la Compagnie de Jésus (en 1814) qu'elle avait préparé.

## Histoire

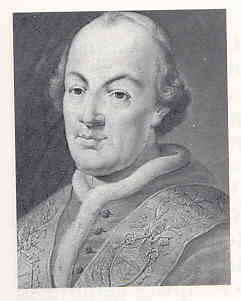
Le pape Pie VI

Après la suppression de la Compagnie de Jésus prononcée par le pape Clément XIV en 1773, on assiste à deux tentatives distinctes de préserver l'esprit et les activités de l'ordre jésuite. La première est la fondation à Louvain en 1794 par l'abbé Léonor de Tournely de la Société du Sacré-Cœur de Jésus. La seconde est la création à  Rome en 1797 de la Société de la Foi de Jésus par un laïc, Nicolas Paccanari, ancien soldat de l'armée pontificale originaire du Trentin.
Les Pères du Sacré-Cœur, chassés de Belgique en 1796, trouvent refuge en Autriche, où, à la suite de la mort inopinée de Léonor de Tournely, ils élisent comme supérieur le père Joseph Varin. Paccanari s'installe à Spolète, en Ombrie. Le pape Pie VI souhaite que, ayant des objectifs assez semblables, les deux sociétés fusionnent. Celle du père Varin peut se prévaloir de l'antériorité et d'un plus grand nombre de membres, mais Paccanari, qui bénéficie de l'appui de l'archiduchesse Marie-Anne d'Autriche, sœur de l'empereur d'Autriche, et de la bienveillance du pape obtient que sa congrégation absorbe celle du père Varin. La cérémonie au cours de laquelle les pères du Sacré-Cœur renouvellent leurs vœux de religion devant leur nouveau supérieur se déroule en Autriche, à Hagenbrunn le 18 avril 1799.
Les membres de la congrégation unifiée sont appelés Pères de la Foi, dénomination paraissant plus neutre en cette période révolutionnaire. Considérés toutefois comme des fanatiques religieux, ils sont placés sous la surveillance de la police en Italie comme en France. Paccanari est leur supérieur général, et le père Varin est nommé supérieur pour l'Allemagne en 1799, puis pour la France en 1800. Entre-temps, le pape Pie VI décède, et son successeur Pie VII, ayant dès 1801 approuvé l'existence des jésuites en Russie pousse à ce que les Pères de la Foi se rallient au groupe.
En Italie, Paccanari, ordonné prêtre en 1800, installe une trentaine de Pères de la Foi dans la maison de Saint-Sylvestre, achetée à Rome par l'archiduchesse Marie-Anne.
En France, les Pères de la Foi fondent ou reprennent plusieurs collèges dans lesquels l'enseignement est assuré par ses membres, généralement des anciens Jésuites. Mais ils sont suspectés de royalisme, et leur enseignement est interdit par Napoléon Ier en 1807; ils parviennent néanmoins à le maintenir jusqu'à ce que leur congrégation soit dissoute par un décret signé par l'empereur au début de l'année 1809. Ils réapparaissent au grand jour sous la Restauration puis intègrent la Compagnie de Jésus lors de son rétablissement universel par le pape Pie VII en 1814.

## Établissements des Pères de la Foi

### En France

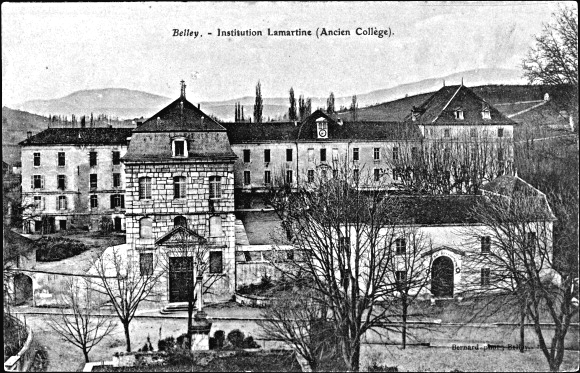
Ancien collège de Belley

- [4],[5]Après avoir brièvement ouvert à Lyon en 1801 un collège qui fut fermé l'année suivante sur ordre de Fouché, les Pères de la Foi reprirent en 1803 le collège de Belley (aujourd'hui lycée Lamartine) dans l'Ain, qui avait été fermé en 1792; ils le gérèrent jusqu'en 1808, époque durant laquelle ils eurent pour élève Alphonse de Lamartine[6].

- Les Pères de la foi ont fondé en 1802 le collège d'Amiens, dans les bâtiments de l'ancienne abbaye augustinienne, transféré à Montdidier (toujours dans la Somme) en 1804 avant d'être fermé en 1812; le collège put rouvrir sous la Restauration, de nouveau  à Saint-Acheul, faubourg d'Amiens[7].
- Le collège de Roanne (aujourd'hui lycée Jean-Puy) dans la Loire, fermé sous la Révolution, a été rouvert par les Pères de la Foi le 1er mai 1802 avant d'être confié aux Pères de Saint-Joseph le 12 novembre 1810[8].

- Le Père Varin a contribué à l'écriture des constitutions des Sœurs de Notre-Dame de Namur en 1805[5].
- Le petit-séminaire de l'Argentière, situé à Sainte-Foy-l'Argentière dans le Rhône, a été créé par les Pères de la Foi en 1804; fermé par Napoléon Ier en 1809, il fut rouvert en 1812 et ferma définitivement en 1906 pour devenir un hospice[9].

### Dans les autres pays
- Collège Mariano à Rome.

- Maisons de Spolète, Padoue, Este et Saint-Sylvestre en Italie.

- Collège de Dillingen, dans le diocèse d'Augsbourg en Allemagne.

- Petit séminaire de Roulers, dans le diocèse de Gand (aujourd'hui diocèse de Bruges) en Belgique.

- Collège de Sion en Valais en Suisse.